# Szulák Andrea
Szulák Andrea (Budapest, 1964. február 8. –) Máté Péter-díjas magyar énekesnő, színésznő, műsorvezető.

## Élete
Szülei Szulák István és Major Rózsa. Sokáig külföldön vendég tánczenész volt (Hollandia, Németország, Anglia), majd a Neoton Família kettészakadása utáni új Neoton együttes énekesnője. Gyakran lép fel musicalekben és zenés darabokban. 1991-ben Moszkvában megnyerte az OIRT-fesztivál nagydíját. 1992-ben Egerben győzött a táncdalfesztiválon. 1993-ban elsőként képviselte volna Magyarországot az 1993-as Eurovíziós Dalfesztiválon Árva reggel című dalával, de nem jutott tovább a kelet-európai országok számára rendezett elődöntőn. 1994-ben az év énekesnőjévé választották.
Korábban, évtizedekkel ezelőtt egy televíziós műsor kapcsán Frei Tamással Las Vegasban tartózkodtak, amikor a Little White Chapel kápolnában összeházasodtak, erről dokumentum is készült, bár ezt követően nem lett közöttük házastársi viszony.
A 2000-es évek közepétől a párja Gyarmati Gábor volt, akivel 2015-ben különmentek. Közös gyermekük Rozina, aki 2007. április 26-án született. 
Jelenleg a Magyar Televízió műsorvezetője. 2009 óta Solymáron él.
2012 őszétől a Szerencsekerék című vetélkedőt vezette a Story4TV-n.

## Színházi szerepei
| Darab                                          | Szerep                                          | Színház                          | Bemutató             | Forrás |
| ---------------------------------------------- | ----------------------------------------------- | -------------------------------- | -------------------- | ------ |
| Menopauza                                      | A vega                                          | Játékszín                        | 2018. október 12.    | [ 5 ]  |
| A férfiak a fejükre estek                      | Diana, csinos negyvenes                         | Turay Ida Színház                | 2017. március 18.    | [ 6 ]  |
| A chicagói hercegnő                            | Edith Rockefeller                               | Budapesti Operettszínház         | 2016. április 22.    | [ 7 ]  |
| A kaktusz virága                               | Stéphanie, Julien asszisztensnője               | Játékszín                        | 2003. október 3.     | [ 8 ]  |
| A régi nyár                                    | Mimóza, öltöztetőnő                             | Jászai Mari Színház              | 2012. március 24.    | [ 9 ]  |
| Acélmagnóliák                                  | Clairee                                         | Játékszín                        | 2011. február 25.    | [ 10 ] |
| Black Comedy (Játék a sötétben)                | Clea, Brindsley volt szeretője                  | Győri Nemzeti Színház            | 2004. március 20.    | [ 11 ] |
| Boldogság, gyere haza                          | Nő                                              | Komédium                         | 2007. november 22.   | [ 12 ] |
| Cigányszerelem                                 | Berta, nevelőnő                                 | Budapesti Operettszínház         | 2011. október 20.    | [ 13 ] |
| Csin-Csin                                      | Pamela                                          | Játékszín                        | 2006. március 3.     | [ 14 ] |
| Ének az esőben                                 | Dora Baily (Miss Dinsmore)                      | Budapesti Operettszínház         | 2016. augusztus 12.  | [ 15 ] |
| Fame – A hírnév ára                            | Miss Sherman                                    | Budapesti Operettszínház         |                      |        |
| Funny Girl                                     | Funny Brice                                     | Budapesti Operettszínház         | 2001. szeptember 28. | [ 16 ] |
| Ghost                                          | Oda Mae Brown                                   | Budapesti Operettszínház         | 2013. május 31.      | [ 17 ] |
| Hegedűs a háztetőn                             | Golde                                           | Győri Nemzeti Színház            | 2003. december 20.   | [ 18 ] |
| Hello, Dolly!                                  | Mrs. Dolly Levi                                 | Győri Nemzeti Színház            | 1999. április 2.     | [ 19 ] |
| Hotel Menthol                                  | Csacsacsa                                       | Budapesti Operettszínház         | 1998. február 28.    | [ 20 ] |
| Hotel Menthol                                  | Csacsacsa                                       | Győri Nemzeti Színház            | 2000. január 8.      | [ 21 ] |
| Hyppolit, a lakáj                              | Schneiderné                                     | Győri Nemzeti Színház            | 2005. október 8.     | [ 22 ] |
| Hyppolit, a lakáj                              | Aranka, Schneider felesége                      | Veszprémi Petőfi Színház         | 2008. szeptember 26. | [ 23 ] |
| Kánkán                                         | Simonne Pistache, az Éden mulató tulajdonosnője | Budapesti Operettszínház         | 2002. november 29.   | [ 24 ] |
| Kaviár és lencse                               | Valéria, Leonida Papagatto házastársa           | József Attila Színház            | 2015. február 21.    | [ 25 ] |
| Kölcsönlakás                                   | Miss Cook                                       | Játékszín                        | 2016. december 10.   | [ 26 ] |
| Mi jöhet még? (Anything Goes)                  | Reno Sweeney, hittérítőből lett szexi dizőz     | Ferencvárosi Nyári Játékok       | 2008. június 20.     | [ 27 ] |
| Mi jöhet még? (Anything Goes)                  | Reno Sweeney, hittérítőből lett szexi dizőz     | Pesti Magyar Színház             | 2008. október 31.    | [ 28 ] |
| Naftalin                                       | Kabóczáné                                       | Játékszín                        | 2006. szeptember 29. | [ 29 ] |
| Nyomorultak                                    | Madame Thenardier                               | Győri Nemzeti Színház            | 2001. december 1.    | [ 30 ] |
| Otelló Gyulaházán                              | Szusits Márta, a primadonna                     | Győri Nemzeti Színház            | 2005. március 19.    | [ 31 ] |
| Övön alul                                      | Az örök nő                                      | Vidám Színpad                    | 1993. május 1.       | [ 32 ] |
| Pipifarm (The Best Little Whorehouse in Texas) | Mona Stangley, a Pipifarm tulajdonosa           | Győri Nemzeti Színház            | 2002. április 20.    | [ 33 ] |
| Rebecca – A Manderley-ház asszonya             | Mrs. Van Hopper                                 | Budapesti Operettszínház         | 2010. március 19.    | [ 34 ] |
| Szép nyári nap                                 | Panni néni, osztályfőnök, Juli anyja            | Budapesti Operettszínház         | 2009. július 15.     | [ 35 ] |
| Tanulmány a nőkről                             | Gegucz Jolán                                    | Madách Színház                   | 2014. április 19.    | [ 36 ] |
| Vértestvérek                                   | Mrs. Johnstone                                  | Turay Ida Színház                | 2016. október 8.     | [ 37 ] |
| Webber                                         | N/A                                             | Győri Nemzeti Színház            | 2004. szeptember 25. | [ 38 ] |
| Zúgjatok harangok! – 1848                      | N/A                                             | Margitszigeti Szabadtéri Színpad | 1998. július 24.     | [ 39 ] |

## Filmjei

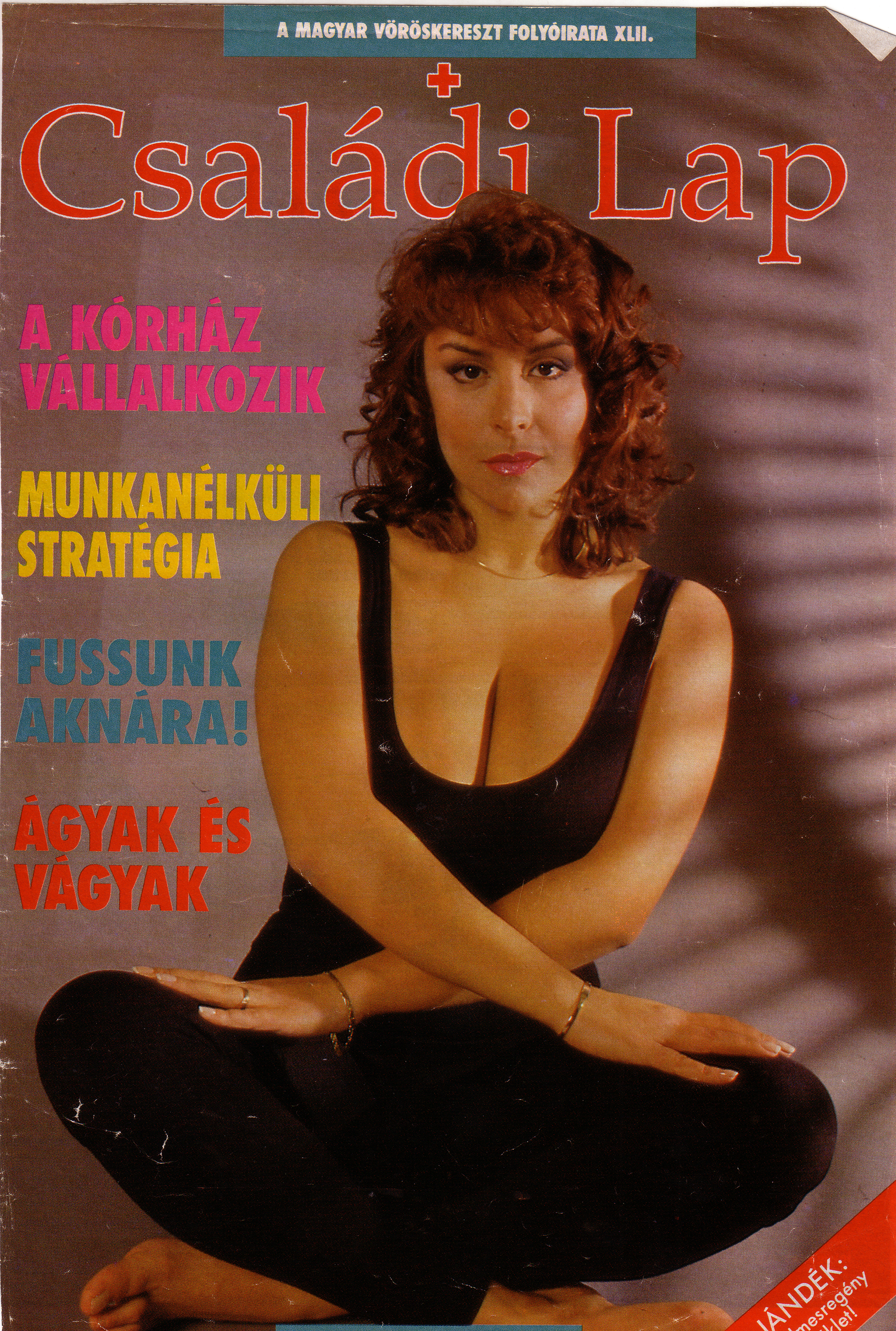
A Családi Lap címoldalán (Rózsavölgyi Gyöngyi felvétele)

### Játékfilmek
- Ballagás (1980) Vali
- Elektra mindörökké (1995)
- Zsaruvér és Csigavér II.: Több tonna kámfor (2002)
- Na végre, itt a nyár! (2002)

### Tévéfilmek
- Linda (1984)
- Űrgammák (1995-1997)
- Titkos szeretők (2000)
- Na végre, itt a nyár! (2002)
- Presszó (2008)
- A mi kis falunk (2020)
- Drága örökösök (2020)
- Mintaapák (2020)
- Doktor Balaton (2022)

## Lemezei
- Neoton – A trónörökös (1990)
- Titkos szeretők (Benkő Péterrel) (1998)

### Szólólemezek
| Év   | Album                        | Legmagasabb helyezés                   | Minősítés  |
| Év   | Album                        | MAHASZ Top 40 album- és válogatáslemez | Minősítés  |
| ---- | ---------------------------- | -------------------------------------- | ---------- |
| 1993 | Nem harap a néni             | 14                                     |            |
| 1994 | Darabok a szívemből          | 18                                     |            |
| 1996 | IQ – Te vagy, aki nekem jár! | -                                      |            |
| 2000 | Szerelemez                   | 34                                     |            |
| 2001 | Best of Szulák Andrea        |                                        |            |
| 2006 | Cinema                       | 15                                     |            |
| 2007 | Boldogság, gyere haza        | 1                                      | aranylemez |
| 2009 | Musical is meg nem is        | 30                                     |            |
| 2010 | Boldog karácsonyt!           | -                                      |            |
| 2012 | Szeretni bolondulásig        | 3                                      |            |
| 2015 | Például Te                   | -                                      |            |
| 2017 | ... Így                      |                                        |            |

## Műsorai

### Story TV
- Csináljuk a fesztivált (2010)
- Szerencsekerék (2012)

### Magyar Televízió
- Szulák és más (2008)
- 6 órai tea (2009)

### TV2
- Ki vagyok én? (1998)
- Activity (2001-2007)
- Szulák Andrea Show (2002–2007)
- Sztárok őszintén
- Szulák és más
- Az ének iskolája (2013–2015)
- A nagy duett (2016–2017)

### Life TV
- Nyugi! Köztünk marad... (2019-2020)

### RTL Klub
- Álarcos énekes (2021) (Zombi)

## Könyvek
- Kirády Attila: Szigorúan bizalmas. Szulák Andrea titkos levelezése; Alexandra, Pécs, 2003
- Jutalomfalatok; Athenaeum, Bp., 2017

## Díjai
- Moszkva – OIRT-fesztivál nagydíja (1991)
- Eger – Táncdalfesztivál első díja (1992)
- EMeRTon-díj – Az év énekesnője (1992, 1994)
- Budapesti Operettszínház – Az év musical színésznője (2013)
- Máté Péter-díj - állami kitüntetés (2022)[40]